# ベントンビルの戦い
ベントンビルの戦い（ベントンビルのたたかい、英:Battle of Bentonville）は、南北戦争の終盤カロライナ方面作戦の一部として、1865年3月19日から21日にノースカロライナ州のベントンビル（現在はフォーオークス近く）で起こった戦いである。北軍ウィリアム・シャーマン少将と南軍ジョセフ・ジョンストン将軍の間で戦われた最後の大会戦だった。ジョンストンは、この戦闘の圧倒的な敵兵力と自軍が被った比較的大きな損失に照らして、1ヶ月足らず後にダーラム駅近くのベネットプレースでシャーマンに降伏した。4月初めのロバート・E・リー将軍の降伏に続いてジョンストン軍の降伏は実質的な終戦を意味していた。

## 背景
1865年の晩冬から早春にかけて、シャーマンの北軍はサウスカロライナ州を北上して破壊の跡を残し、前年秋の海への進軍の時の考え方を継続していた。3月8日、北軍はノースカロライナ州に入ったので、南軍が部隊を結集してその通り道を塞ごうとした。シャーマンは自軍を2つに割り、左翼はヘンリー・W・スローカム少将、右翼はオリバー・O・ハワード少将に指揮を執らせた。2つの翼は3月13日から別の道を辿ってゴールズバラに向かった。南軍の斥候がこの両翼の配置を見て取り、ジョンストンは北軍が再結合するまえにスローカムの翼に南軍全軍を集中させようとした。南軍の攻撃は、スローカム翼がベントンビルの1マイル (1.6 km)南、ゴールズバラ道路を行軍していた3月19日に始まった。

## 戦闘
スローカムは目前の敵が騎兵隊だけであり南軍全軍ではないと確信した。このためにシャーマンには、ベントンビル近くで一通りの抵抗にあっただけで援軍の必要は無いと報せた。しかし、午後になって、ゴールズバラ道路に沿った森から南軍の歩兵隊が現れ、北軍の左側面を混乱の内に後退させた。D・H・ヒル少将の指揮する南軍が北軍の後退した空間を埋め、前線に残っていた北軍に対して縦射を始めた。激しい戦いの後で、北軍に援軍が到着しヒル隊の攻撃を止めた。戦闘は夜になっても続き、南軍は残っている北軍の前線を後退させようとしたができなかった。
スローカムは午後の攻撃の間にシャーマンに援軍を要請した。ジョンストンはそのうちに勢力で負けてくることが分かっていたので、その左翼の部隊にミル・クリークを渡って後退できる唯一の道を守らせた。ハワードの翼が3月20日の午後遅くに戦場に到着し、スローカム隊の右手に展開した。この日は軽い小競り合いのみが起こった。
3月21日、北軍ジョセフ・A・モーワー少将がミル・クリーク橋を守っている南軍左側面に対してまだ認められていなかった攻撃を始めた。モーワー隊は渡河地点から1マイル (1.6 km)以内まで辿り着いていたが、シャーマンが有無を言わせず後退を命じた。シャーマンの自叙伝では、これが誤りだったことを認め、おそらくはジョンストン軍全軍を捕捉して、このときこの場所でその作戦を終わらせる機会を逃していたと認めている。この時の南軍の損失の中には、ウィリアム・J・ハーディの16歳の息子ウィリーも含まれていた。ハーディはモーワーの攻撃がある数時間前に息子が第8テキサス騎兵隊に付くことを躊躇いながらも認めていた。
夜の間に、ジョンストンは自軍にミル・クリークを越えて撤退させ、通った後の橋を焼いた。シャーマンは南軍にあまり注意を払わず追撃もしなかったが、ゴールズバラへの進軍は続けた。南軍はノースカロライナで北軍に決定的な勝利を掴む最後の機会に失敗した。
この戦場跡はベントンビル戦場跡として保存されており、1996年に国立歴史史跡と宣言された。